# André Deed
André Deed (Le Havre, Seine-Maritime, 22 de febrer de 1879 - París, 4 d'octubre de 1940) va ser un actor còmic francès de l'època del cinema mut i primers anys del sonor.

## Biografia
El seu nom de naixement era Henri André Augustin Chapais. Va començar la seva carrera en els primers anys del segle XX com a acròbata i cantant. Cap a 1901 es va vincular al director Georges Méliès, amb qui va ingressar a treballar al cinema. Anys després protagonitzaria una sèrie de comèdies curtes en les quals va encarnar a Boireau, un personatge que propiciava la destrucció i el caos per onsevulla.
Les seves pel·lícules van ser difoses poc després en altres països, sent conegut en Espanya com Toribio o Toribio Sánchez, en Portugal com Turíbio, en Alemanya com Müller, en Hongria com Lehmann, en Rússia com Glupyuskin, en Itàlia com Cretinetti i en el món anglòfon com Foolshead.
En 1911 va començar a dirigir les seves pròpies pel·lícules, arribant, en la dècada següent, a protagonitzar algunes comèdies i aventures. La seva major popularitat, no obstant això, correspon al període anterior a la Primera Guerra Mundial. La seva comicitat és primitiva, com correspon a la majoria dels comediants francesos del període. André Deed va encarnar a un personatge dirigit sempre cap a la destrucció i el desastre, almenys fins a 1916, en què va ser cridat a files per l'exèrcit francès, en ocasió de la Primera Guerra Mundial. El 1918 Deed es va casar amb Valentina Frascaroli.
Aquest còmic, contemporani del seu compatriota Max Linder, va ser completament oblidat per les generacions posteriors, no figurant si més no el seu nom en la literatura especialitzada. Una de les poques pel·lícules seves que encara pot veure's en algun cineclub, encara que rarament, és L'uomo meccanico, de 1921.
Molt poc després d'aquesta pel·lícula caurà en l'oblit, per a acabar, en els seus últims anys, com a serè dels estudis Pathé.

## Filmografia d'André Deed
- 1901 : Dislocation mystérieuse
- 1901 : Les Échappés de Charenton
- 1903 : Le Chaudron infernal
- 1903 : Le Royaume des fées
- 1903 : Les Aventures de Robinson Crusoé : Viernes
- 1904 : Le Barbier de Séville
- 1904 : Le Squelette merveilleux
- 1904 : Sorcellerie culinaire
- 1906 : Boireau déménage : Boireau
- 1906 : Course à la perruque : un granuja
- 1906 : Le Fils du diable
- 1906 : Les Débuts d’un chauffeur
- 1907 : Boireau lutteur : Boireau
- 1907 : Les Apprentissages de Boireau : Boireau
- 1907 : Les Débuts d’un canotier
- 1907 : Not fanfare concourt
- 1907 : Trois sous de poireaux : Boireau
- 1908 : Apaches mal avisés : Paddy, el acróbata
- 1908 : Boireau a mangé de l’ail : Boireau
- 1908 : Boireau fait la noce : Boireau
- 1908 : L’apprenti architecte
- 1908 : L’Homme aux trente-six chutes
- 1908 : L’Homme-singe : Boireau
- 1908 : Le Bon gendarme : el malandrin
- 1908 : Le Chevalier mystère
- 1908 : Le Foulard merveilleux
- 1908 : Le Manuel du parfait gentleman
- 1908 : Le Sculpteur moderne
- 1908 : Les Tribulations du roi Tétaclaque
- 1908 : Mr. et Mme. font du tandem : Madame
- 1908 : Semelles de caoutchouc : Boireau
- 1908 : Un cœur trop inflammable : Boireau
- 1908 : Une douzaine d’œufs frais
- 1912 : Boireau magistrat : Boireau
- 1912 : Boireau, roi de la boxe : Boireau
- 1912 : Escamillo a le ver solitaire : Escamillo
- 1913 : André Deed veut être comique
- 1913 : Boireau empoisonneur : Boireau
- 1913 : Boireau spadassin : Boireau
- 1913 : Boireau bonhomme de pain d'epice : Boireau
- 1913 : Les Incohérences de Boireau : Boireau
- 1921 : L' Uomo meccanico : Saltarello
- 1923 : Le Nègre du rapide Numéro 13 : Oscar Ribouis
- 1923 : Tao
- 1926 : Phi-Phi
- 1928 : Graine au vent
- 1932 : Léon… tout court : el vrll director
- 1932 : Monsieur de Pourceaugnac
- 1936 : Cœur de gosse
- 1936 : La Rose effeuillée